# Địa lý Liên minh châu Âu

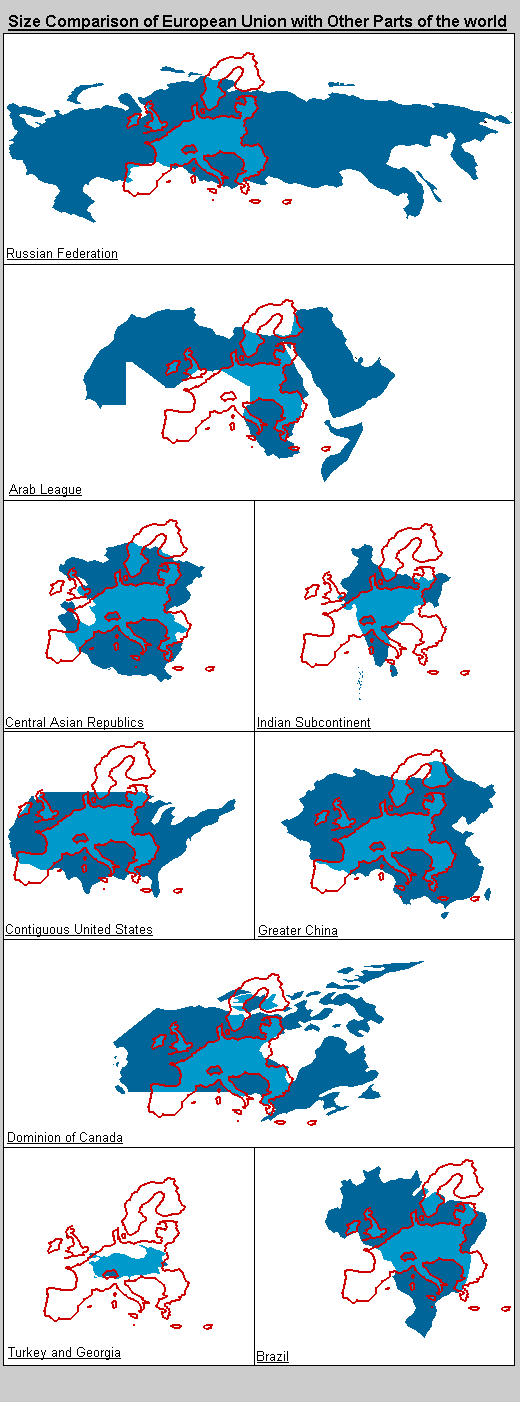
So sánh bản đồ của EU và các khối và quốc gia khác

Liên minh châu Âu chủ yếu nằm ở phần lớn Tây và Trung Âu, với diện tích 4.422.773 km² (1.707.642 dặm vuông). Liên minh châu Âu kéo dài về phía đông bắc đến Phần Lan, tây bắc về phía Ireland, đông nam về phía Kypros và tây nam về phía Iberia, là lãnh thổ rộng thứ 7 thế giới.

## Địa lý các quốc gia thành viên
Địa lý Liên minh châu Âu bào gồm địa lý của 27 quốc gia thành viên, xem địa lý từng quốc gia;
| - Áo - Bỉ - Bulgaria - Kypros | - Cộng hòa Séc - Đan Mạch - Estonia - Phần Lan | - Pháp - Đức - Hy Lạp - Hungary | - Ireland - Ý - Latvia - Litva | - Luxembourg - Malta - Hà Lan - Ba Lan | - Bồ Đào Nha - Romania - Slovakia - Slovenia | - Tây Ban Nha - Thụy Điển |